# Соккурам
Соккура́м (кор. 석굴암) — скальный храм в Южной Корее, часть буддийского монастыря Пульгукса. Расположен в четырёх километрах к востоку от храма на горе Тхохамсан в городе Кёнджу. Грот выходит на Восточное (Японское) море, находясь на высоте 750 метров над уровнем моря. В 1962 году он был включён в список национальных сокровищ страны. В 1995 году ЮНЕСКО включило его в список Всемирного наследия вместе с храмом Пульгукса
Считается, что Соккурам был оборудован премьером-министром государства Силла Ким Дэсоном и изначально назывался Сокпульса (кор. 석불사, Храм каменного Будды). Строительные работы начались в 742 году, во времена королевства Силла. Этот период времени был расцветом культуры Объединённого Силла. Соккурам был завершён к 774 году, вскоре после смерти Ким Дэсона.
Сейчас Соккурам открыт для посещения туристами и является одной из известнейших достопримечательностей Южной Кореи.

## Архитектура
Практика высечения изображений Будды на камнях зародилась в Индии и вскоре попала в Китай, а затем и в Корею. География Корейского полуострова, на котором преобладает твёрдый гранит, не очень хорошо подоходит для высечения таких скульптур, поэтому Соккурам, искусственный грот, высеченный в граните, является по-своему уникальным.
Соккурам символизировал путешествие души в Нирвану. Паломники начинали свой путь у храма Пульгукса или подножия горы Тохамсан. Там находилось святилище, у входа которого был разбит фонтан, где путники могли освежиться. Внутри грота передний зал и коридор олицетворяли землю, а главный зал — небо.
Схема грота включает вход с аркой, ведущий в прямоугольный передний зал, затем длинный коридор, урашенный барельефами, ведущий в главный зал. Центром грота является большая статуя Будды в главном зале. Будда сидит на троне в виде лотоса со скрещёнными ногами. Он окружён пятнадцатью панелями, на которых изображены бодхисаттвы, архаты и древние индийские боги. Вдоль стен зала в нишах стоят десять статуй. Грот был построен вокруг статуй, охраняя их от непогоды. Потолок в гроте украшен полумесяцами и цветами лотоса. Архитектура грота симметрична и использует принципы золотого сечения. Купол ротонды имеет диаметр 6,84 — 6,58 метров.

## Реставрация
Из-за долгих периодов забвения и многочисленных перестроек многие детали о Соккураме неизвестны или являются предметом споров учёных. В частности это касается точной схемы первоначальной версии грота.
Небольшая перестройка грота была проведена во эпоху династии Чосон, в 1703 и 1758 годах. Японская колониальная администрация во время японского колониального правления трижды пыталась приступить к реставрации Соккурама, однако всякий раз сталкивалась с трудностями, такими как повышенная влажность и другими. После Второй мировой войны, в 1960-х годах президент Южной Кореи Пак Чон Хи начал осуществлять большой проект реставрации грота. Интерьер в настоящее время закрыт от посетителей стеклянной перегородкой.

## Галерея

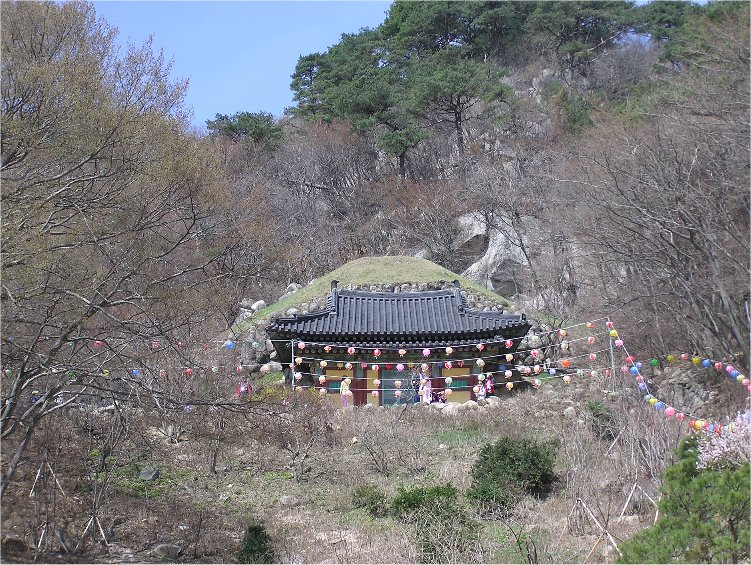
Вход в грот
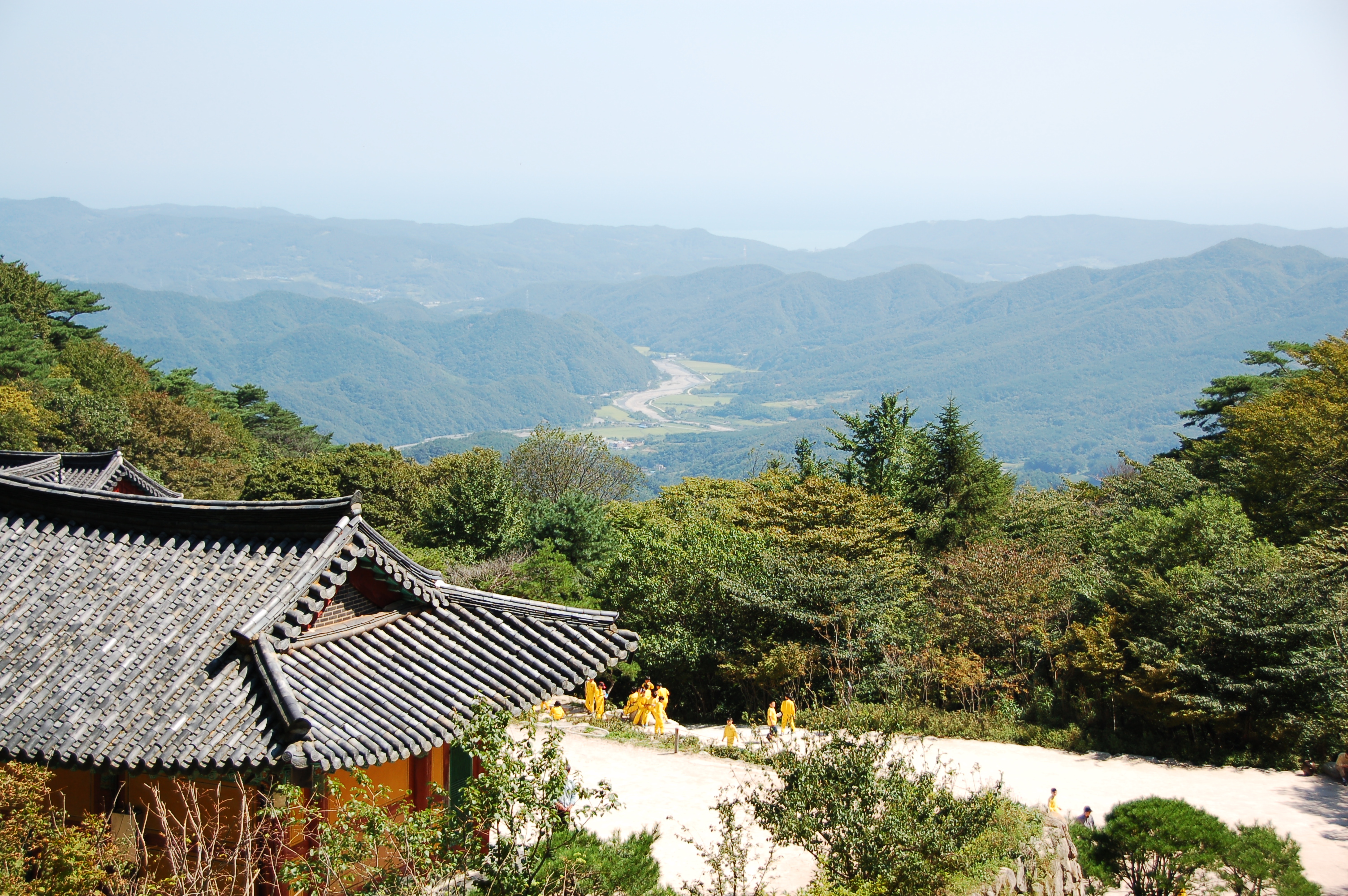
Японское море, вид из грота